# فيديريكو سانشيز (لاعب كرة مضرب)
فيديريكو سانشيز (بالإسبانية: Federico Sánchez Andreu)‏ هو لاعب كرة مضرب إسباني، ولد في 4 ديسمبر 1970 في غرناطة في إسبانيا، وتوفي في 25 أغسطس 2014 في Oliete ‏ في إسبانيا.

## وصلات خارجية
- فيديريكو سانشيز على موقع رابطة محترفي التنس (الإنجليزية)
- فيديريكو سانشيز على موقع الاتحاد الدولي لكرة المضرب (الإنجليزية)
- فيديريكو سانشيز على موقع خلاصة التنس.كوم (الإنجليزية)